# Olenecamptus signaticollis
Olenecamptus signaticollis là một loài bọ cánh cứng trong họ Cerambycidae.